# Bulldogs de Bryant
Les Bulldogs de Bryant (en anglais : Bryant Bulldogs) sont le club omnisports universitaire de l’université Bryant à Smithfield dans l'État de Rhode Island.

## Sports représentés
| Hommes (10)                                 | Femmes (10)       |
| ------------------------------------------- | ----------------- |
| Athlétisme †                                | Athlétisme †      |
| Baseball                                    | Basket-ball       |
| Basket-ball                                 | Crosse            |
| Crosse                                      | Cross-country     |
| Cross-country                               | Soccer            |
| Football américain                          | Hockey sur gazon  |
| Soccer                                      | Natation/Plongeon |
| Golf                                        | Softball          |
| Natation/Plongeon                           | Tennis            |
| Tennis                                      | Volley-ball       |
| † – Athlétisme en salle et/ou en plein air. |                   |